# Soroko (Benin)
Soroko ist ein Arrondissement im Departement Alibori in Benin. Es ist eine Verwaltungseinheit, die der Gerichtsbarkeit der Gemeinde Banikoara untersteht. Gemäß der Volkszählung von 2002 hatte Soroko 6818 Einwohner, davon waren 3480 männlich und 3338 weiblich.